# フリッツ・ジュベール・デュケイン
フレデリック・"フリッツ"・ジュベール・デュケイン（Frederick "Fritz" Joubert Duquesne, 1877年9月21日 - 1956年5月24日）は、南アフリカ出身の軍人、狩猟家、ジャーナリスト、作家、スパイ。第二次ボーア戦争ではボーア人側に立って従軍し、その後の第一次・第二次世界大戦ではドイツ（ドイツ帝国、ナチス・ドイツ）のスパイとして活動した。その経歴を通じ、彼は南アフリカ、大英帝国、南アメリカ、アメリカ本土などで様々な諜報活動およびサボタージュ作戦を展開した。
デュケインはしばしば新たな偽の身分を作り、自らが貴族の末裔であるとか、多数の勲章を受けた戦争の英雄であるなどと虚実を織り交ぜて宣伝した。

## 若年期
1877年、ケープ植民地イースト・ロンドンにて父アブラハム・デュケイン(Abraham Duquenne)と母ミーナ・ジュベール(Minna Joubert)の元に生を受ける。ユグノー派のフランス系ボーア人の家系であった。その後、家族はトランスヴァール共和国ニールストロム（現在の南アフリカ・モディモッレ）に移り、農園を始めた。父アブラハムは現地人を雇い農場を拡大する傍ら、猟師として革や牙、角などを各地で売り歩いた。フリッツ・デュケインには、エルスベット(Elsbet)という妹とペドロ(Pedro)という弟があった。彼はユグノー派のフランス海軍士官アブラハム・デュケインの子孫にあたり、また彼自身が主張するところでは第一次ボーア戦争の英雄でトランスヴァール共和国軍総司令官だったピート・ジュベールは叔父にあたるという。フリッツ・デュケインの血縁関係の実態については未だに議論がある。
若きフリッツ・デュケインは父に倣って猟師を志した。彼はアフリカの平原で類稀な狩猟の能力を発揮しただけではなく、後には大物狩猟(big-game hunting)に関する記事を執筆したり、講義を行うなどしている。猟師として生活している時、彼は豹に対する関心を抱くようになった。黒豹が用心深い獲物であるケープバッファローを狙う時、この獲物が水を飲もうと水たまりに近づいて無防備になるのを辛抱強く待つ姿をデュケインはしばしば目にしていた。そして黒豹は彼にとってのトーテムとなり、また狩猟のスタイルにも黒豹に学んだ辛抱強さが反映されていったという。後の第二次ボーア戦争にてデュケインは「黒豹」の異名で知られることとなり、スパイ活動に従事した1930年代にはドイツに送る報告書にしばしば怒りに毛を逆立てた猫の絵を描いていたという。
フリッツ・デュケインが初めて人を殺したのは12歳の頃だった。ズールー人が母に襲いかかってきた時、デュケインはその男が手にしていた短剣を奪い取り、腹を刺し返り討ちにしたのである。この事件の直後、バントゥー系民族勢力によるニールストロムへの攻撃が始まり、デュケイン一家は川沿いに避難することを余儀なくされた。デュケインおよびその他の6つの入植者一家はインピー（ズールー人の戦士）との銃撃戦を行い、この中でデュケインはさらに何人かを殺害したとされる。この戦いでデュケインの叔父クーズ(Koos)とその妻、生まれたばかりの子供が死亡している。
13歳になるとイングランドの学校に入れられた。伝記作家クレメント・ウッド(Clement Wood)によれば、この学校を卒業した後にデュケインはオックスフォード大学に1年だけ通い、それからベルギー王立士官学校に入学したとされる。ただし、これらの教育機関にはデュケインが出席していたという記録は残されていない。またデュケイン自身が語ったところによれば、卒業後は工学について学ぶべくヨーロッパへと送られたが、道中の船で出会ったクリスティアン・デ・ブリーズ(Christian de Vries)という男と意気投合し、そのまま2人で世界一周に向かうことに決めたという。

## 第二次ボーア戦争

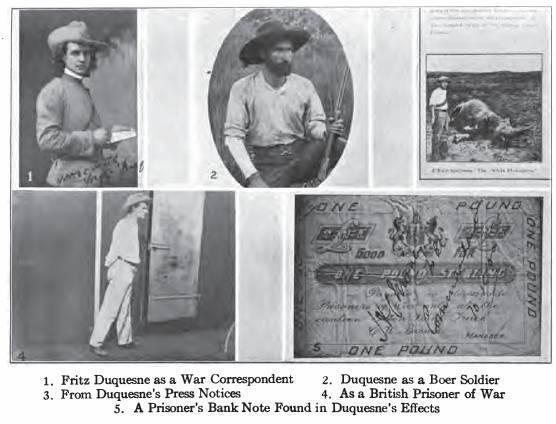
1917年の逮捕時に自宅から押収されたデュケインの記念写真。

1899年に戦争が始まると、デュケインは南アフリカに戻ってボーア・コマンドーとして知られるボーア人部隊に参加し、総司令官ピート・ジュベール将軍の副官たる中尉の肩書きが与えられた。レディスミスの戦いにてデュケインは右肩を撃たれ負傷したが、その後に戦功が認められ砲兵科大尉に昇進している。コレンソの戦いの折にはイギリス側の捕虜となったが、ダーバンにて脱走を果たした。
イギリス軍がプレトリアへの攻撃を開始すると、中央銀行に保管されていた金の一部が鉄道によってマチャドドルプへ運びだされ、そこから陸路でポルトガル領モザンビーク・ロウレンソ・マルケスの中立港へと運ばれた。これはオランダに運ばれ、トランスヴァール共和国を脱出していたポール・クリューガー大統領や亡命ボーア人達の支援に用いられた。最終的に、1900年5月29日から6月4日までの期間で、150万ポンド（約68万kg）の金塊が南アフリカの造幣局および中央銀行から運びだされた。デュケインは荷馬車の金塊輸送車列で指揮を執っていたが、この車列の金塊は目的地に届けられなかった。車列がモザンビーク領内のブッシュベルドに到達する頃、ボーア人の間で意見の対立から暴力的な衝突が起こった。この争いの末に生き残ったのは、デュケインと現地人雑役夫たちであった。デュケインは雑役夫らに金塊を豹の巣穴に隠させた後に荷馬車を焼き払わせ、さらに負傷者の殺害を命じた。そして荷馬車を引いていた牛を、自らが乗る1頭を除き全て雑役夫らに与えてその場を去ったのである。歴史家のアート・ローニー(Art Ronnie)は1995年の著書で、一般に「クリューガーの財宝」(Kruger's Millions)として語られる隠匿された中央銀行の金塊というのは単なる伝説に過ぎないと述べていたが、ごく最近になってデュケインが隠した金塊に関する情報が報告されている。
ベルゲンデルの戦いの戦いでは再びボーア軍に参加したが、デュケインの部隊はモザンビークへの撤退を強いられた後に全員がポルトガル軍の捕虜となり、カルダス・ダ・ライーニャの捕虜収容所に送られた。デュケインにとってはこの出来事が極めて重要な転換点であり、アート・ロニーはこの捕虜経験が以後40年間のスパイや戦争英雄としての人生を決定づけたのだと指摘している。
ある看守の娘を手篭めにしてポルトガルの捕虜収容所を脱走したデュケインはパリに逃れ、さらにイングランドのオールダーショットへと向かった。ここで彼はイギリス陸軍に潜入し、1901年には英将校として南アフリカ戦線へと派遣される。南アフリカを行軍中、彼は故郷ニールストロムにて両親の農場がホレイショ・ハーバート・キッチナー卿の命じた焦土作戦の元で破壊されていたのを発見する。さらに妹が強姦の後に殺害された事、母が英軍の強制収容所で死んだ事も知らされた。アート・ロニーはこの出来事が彼に激しい反英感情を植えつけたのだとしている。
英将校としてケープタウンに移動したデュケインは、密かに英軍施設に対するサボタージュとキッチナー暗殺の計画を立て始めた。この計画の為に彼は20人のボーア人を雇ったが、そのうち1人の妻がデュケインを裏切り当局への通報を行った。1901年10月11日、ケープ植民地総督ウォルター・ヘリー＝ハッチンソン卿の夕食会の席で、デュケインは礼装姿のまま、「英国政府に対する陰謀およびスパイ」の罪で逮捕された。彼は英陸軍中尉たる肩書きの元で軍法会議への出廷を命じられ、共謀者と共に銃殺刑が言い渡された。20人のボーア人は判決翌日に処刑されたが、デュケインはイギリス側と司法取引を行い、ボーア側の暗号情報の提供と翻訳員としての協力を約束し、判決は終身刑に減刑された。ロニーの著書によれば、この時に彼が語った暗号はイギリス側を欺くためにでっち上げた偽暗号であったという。
彼はケープタウンにあるキャッスル・オブ・グッドホープの牢屋に投獄された。この牢屋の壁は非常に厚かったが、デュケインは夜ごとに鉄のスプーンを用いて石材間のセメントを掘り進めていった。ある夜、彼は掘り進めたトンネルからの脱走を図ったが、大きな石が滑り落ちてトンネル内で彼を押しつぶした。翌日、看守によって発見されたデュケインは気を失っていたものの無傷であった。
その後、他のボーア人囚人と共にバミューダ諸島の収容所に送られた。バミューダ諸島は過酷な環境と周辺サンゴ礁にサメが多く棲息している事で知られる。ロニーの著書によれば、当時の英国ではバミューダこそが決して脱獄できない完璧な刑務所だと信じられていたという。1902年6月25日深夜、デュケインはテントを抜けだして何らかの方法で有刺鉄線のフェンスを超え、巡視艇と探照灯を避けながら、遠くに見える灯台を便りに1.5マイル（2.4km）泳いで本島へと上陸した。そこで彼はボーア人救済委員会の指導者だったアンナ・マリア・アウターブリッジ（Anna Maria Outerbridge）の元を訪れた。アウターブリッジの助けを得てデュケインはセント・ジョージ市の港へ向かい、救済委員会のメンバーだったW・E・マイヤー船長と接触した後、島からの脱出計画を練った。その一週間後、デュケインは密航者として船に潜み、アメリカ合衆国メリーランド州ボルチモアへと向かった。

## アメリカ合衆国にて

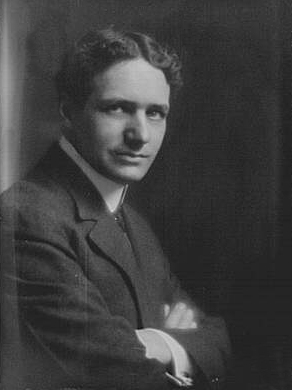
フリッツ・デュケイン（1913年）

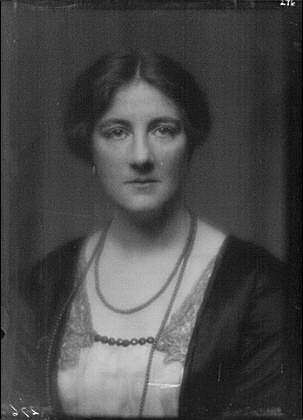
アリス・ウォートレイ・デュケイン（1913年）

バミューダを脱出してボルチモアに到達したデュケインはニューヨーク市に移り、『ニューヨーク・ヘラルド』紙などの新聞社に記者として雇われ、冒険物語の記事を書いた。1902年、フェリーニヒング条約の締結により第二次ボーア戦争が終結するが、既に家族は残っておらず、また戦争犯罪に関する起訴の可能性があった為、デュケインは南アフリカに戻らなかった。ニューヨークに暮らしている間、彼はフランスの新聞『プチ・ブルー』紙（Le Petit Bleu）にて小説を連載し、南アフリカ向けに2つの小説を発表している。1908年、小説『Men of America』を発表する。彼はこの中で自らの経歴について、日露戦争時に特派員として旅順に派遣され、モロッコの第2次リーフ戦争や探検家アーサー・ジョーンズ卿のベルギー領コンゴ遠征にも参加したとしているが、こうした経歴を裏付ける証拠は見つかっていない。1910年6月、アメリカ人女性のアリス・ウォートレイ(Alice Wortley)と結婚するが、8年後に離婚している。
第二次ボーア戦争中、デュケインはイギリス陸軍の偵察兵総監（Chief of Scouts）を務めていたフレデリック・ラッセル・バーナム少佐の暗殺を命じられていた。戦後、バーナムはイギリス軍の防諜活動に関与していたが、その少なくない部分がデュケインの追跡に関するものであった。1910年、バーナムはロバート・ブルサード下院議員と共に新規食料供給協会（New Food Supply Society）を設立した。同協会は当時深刻な問題とされていたアメリカの食肉不足を解消する為にアフリカからの野生動物輸入を推進する事を目的としており、ブルサードはこの問題の専門家としてデュケインを選んでいる。この計画を支援するべく、下院法案23261号(H.R. 23261)、通称アメリカ・カバ法案(American Hippo Bill)が提出された。この法案では、新規食料源の確保および南部で水路阻害などの問題を発生させていたホテイアオイの駆除を兼ね、ルイジアナ州のバイユーにて輸入したカバを養殖するべく予算250,000ドルの調達を求めるものであった。農務省のほか、『ワシントン・ポスト』紙や『ニューヨーク・タイムズ』紙のような大手メディア、そしてセオドア・ルーズベルト元大統領もこの計画の支持者で、カバ肉は「湖牛のベーコン」(lake cow bacon)という表現で宣伝された。農務委員会の直前にデュケインがこのテーマについて専門家の立場から語った証言が議会議事録に残されている。結局、この法案はわずかに賛成票が不足して議会を通過せず、新規食料供給協会も間もなくして解散した。
この頃、デュケインはルーズベルト元大統領の個人的な射撃教官となり、狩猟遠征にもしばしば同行した。ルーズベルトがアフリカへの狩猟遠征を行った際にはいくつかの新聞でこれに関する記事を書いている。1913年12月、デュケインは正式に帰化しアメリカ市民権を得た。

## 第一次世界大戦

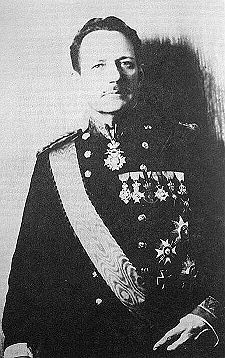
ドイツ将校たる正装をしたデュケイン大尉

1914年、中西部にてとあるドイツ系アメリカ人の実業家と会合した後、デュケインはドイツ帝国のスパイとなった。変装したデュケインは「インドゴムノキの研究者たるフレデリック・フレデリックス氏（Frederick Fredericks）」としてブラジルに潜入した。彼は南米における海軍情報部のエージェントとなり、対独交戦国の商用航路の破壊という任務を与えられた。彼は現地のドイツ大使館経由で命令書を受け取り、多くの英国商船を爆破した。デュケインのアジトはバイーア州にあり、彼は鉱物サンプルに偽装した爆弾を商船へと運び込ませるという手段で22隻の商船を破壊したと信じられており、その中にはサルバドール号（Salvador）とペンブロークシャー号（Pembrokeshire）などがあった。1916年2月には彼の爆弾が3人の英水兵を殺害した上に輸送船テニソン号（S.S. Tennyson）をほぼ沈没させ、輸送船ヴォーバン号（Vauban）での火災を引き起こした。テニソン号爆発の後、英国軍情報部第5課（MI5）ブラジル支局ではバウアー（Bauer）という共犯者を逮捕し、サボタージュの指揮官としてデュケインの名を聞き出した。バウアーはまた、デュケインがジョージ・フォダム（George Fordam）およびピート・ニアキュード（Piet Niacud）なる偽名で活動している事も明かしている。その後の調査を経て、MI5ではデュケインを「英国から南米への商船航路に対する一連のサボタージュに関与したドイツ情報将校」と断定した。身分が露呈したデュケインはアルゼンチンのブエノスアイレスに逃れ、数週間後に「ボリビアにてアマゾン原住民の襲撃を受け死亡」という内容の自らの死亡記事を新聞に掲載させた。
南米におけるMI5の追跡を逃れたデュケインは1916年5月頃にニューヨークへと戻ってきた。ジョージ・フォーダムとフレデリック・フレデリックスの偽名を名乗ったデュケインは、ブラジル沖で沈没したテニソン号を始めとする船舶にフィルムや鉱物サンプルを積んでいたと主張し、海運積荷の保険証券を使ってこれに対する保険金の支払いを求めた。保険会社側はこの支払いに消極的で、またデュケインの訴えを受けた後に1年間の独自調査を開始した。
クレメント・ウッドによるデュケインの伝記『The Man Who Killed Kitchener』によれば、デュケインはドイツ側情報機関の指令を受けて1916年6月に欧州へ渡ったとされる。デュケインは実在のロシア貴族ボリス・ザクレフスキー公爵（Boris Zakrevsky）を騙り、スコットランドにて元帥キッチナーが搭乗していた巡洋艦ハンプシャーに乗り込んだ。そして元帥キッチナーを抹殺するべく、待機中のUボートへと艦内から合図を送り雷撃を行わせたのである。雷撃に先立って彼自身は救命ボートでハンプシャーを脱出し、そのままUボートに救助されている。彼はこの働きから鉄十字章を受章しており、彼が帝国軍の制服を着用し鉄十字章を佩用した写真も残されている。なお、近年の研究者からはこのエピソードの信憑性を疑問視する声も出ているものの、2度の世界大戦の中で多くの情報が失われ、現在では一連の出来事を確認ないし否定する為の情報源が不足している為、完全な否定は行われていない。

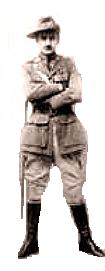
「ストートン大尉」の写真。この写真は戦時国債の宣伝にも使用された。

次にデュケインの姿が確認されたのは、アメリカによる対独宣戦布告直後、1917年7月のワシントンDCであった。彼はかつてカバ肉政策に関連して協力し、当時ルイジアナ州選出の上院議員となっていたブルサードに接触した。ブルサードはデュケインがドイツのスパイだとは知らないまま、デュケインの要求に従い陸軍需品科総監にして元パナマ運河主任技師のジョージ・ワシントン・ゲーソルズ将軍との会談を準備していたが、これは実現しなかった。その後、デュケインは水中電磁機雷の特許を申請し、アメリカ海軍への売り込みも行っている。
デュケインはスパイとして活動するべく、新しい偽の身分と経歴を作り上げていった。当時のデュケインはハンサムで魅力的、その上に知的で、複数の言語に堪能であるという評判で、彼の監視を行っていたFBIのレイモンド・ニューカーク捜査官（Raymond Newkirk）は「『デューク』はとても興味深い話し手であったが、常に話題の中心に居なければならなかった」と評している。デュケインはまた、しばしば必要以上の詐称も行った。
第一次世界大戦勃発後、デュケインの書くアフリカでの冒険物語は人気が落ち込み、やがて冒険物語に関する講演活動もやめてニューヨークへ戻った。そしてドイツ側情報機関の協力を得て、「西オーストラリア軽騎兵連隊の復員兵たる戦争の英雄、クロード・ストートン大尉（Claude Stoughton）」という新たな身分と経歴を創りあげ、「現代において誰よりも戦争を知る男」（seen more war than any man at present）や「銃剣刺突3回、ガス攻撃4回、それから1度はフックに吊るされた」（bayoneted three times, gassed four times, and stuck once with a hook）などという表現で宣伝を行った。デュケインはストートン大尉として、制服姿で戦争経験に関する講演を行ったほか、戦時国債（Liberty bond）の販促活動や赤十字社などの要請を受けて愛国的なスピーチなどを行った。歴史家ジョン・ムーアーレム（Jon Mooallem）は著書において、「ストートン大尉は大成功だった。物語が売上を、英雄的経験が尊敬を創りだし、女性達も彼に魅力を見出した」、「『黒豹』はアドレナリン中毒だったのだ……彼が創りあげた人格は実に魅力的で信憑性もあり、事実、彼はその後も多数の分身を創りあげていった……彼は恐らく注目を浴びることが好きで、こうしたパフォーマンスを行っていたのだ」と書いている。
1917年11月17日、デュケインは保険金請求詐欺の罪で逮捕された。この際、彼の部屋からは輸送船の爆沈に関する新聞記事の切り抜きを集めた大きなファイルや、マナグアのドイツ副領事補からの手紙などが押収された。この手紙は「デュケイン大尉」が多数のドイツ側秘密作戦に関与した事を示すものであった。イギリス当局もデュケインを「公海上での殺人、放火、海軍本部文書の偽造、英国王に対する反逆」（murder on the high seas, arson, faking Admiralty documents and conspiring against the Crown）について起訴する準備を行っており、アメリカ側はイギリスにて文書偽造について刑に服した後に身柄をアメリカへと返還するという条件を付けた上でデュケインをイギリスへと引き渡すことに合意した。

## 1919年から1939年

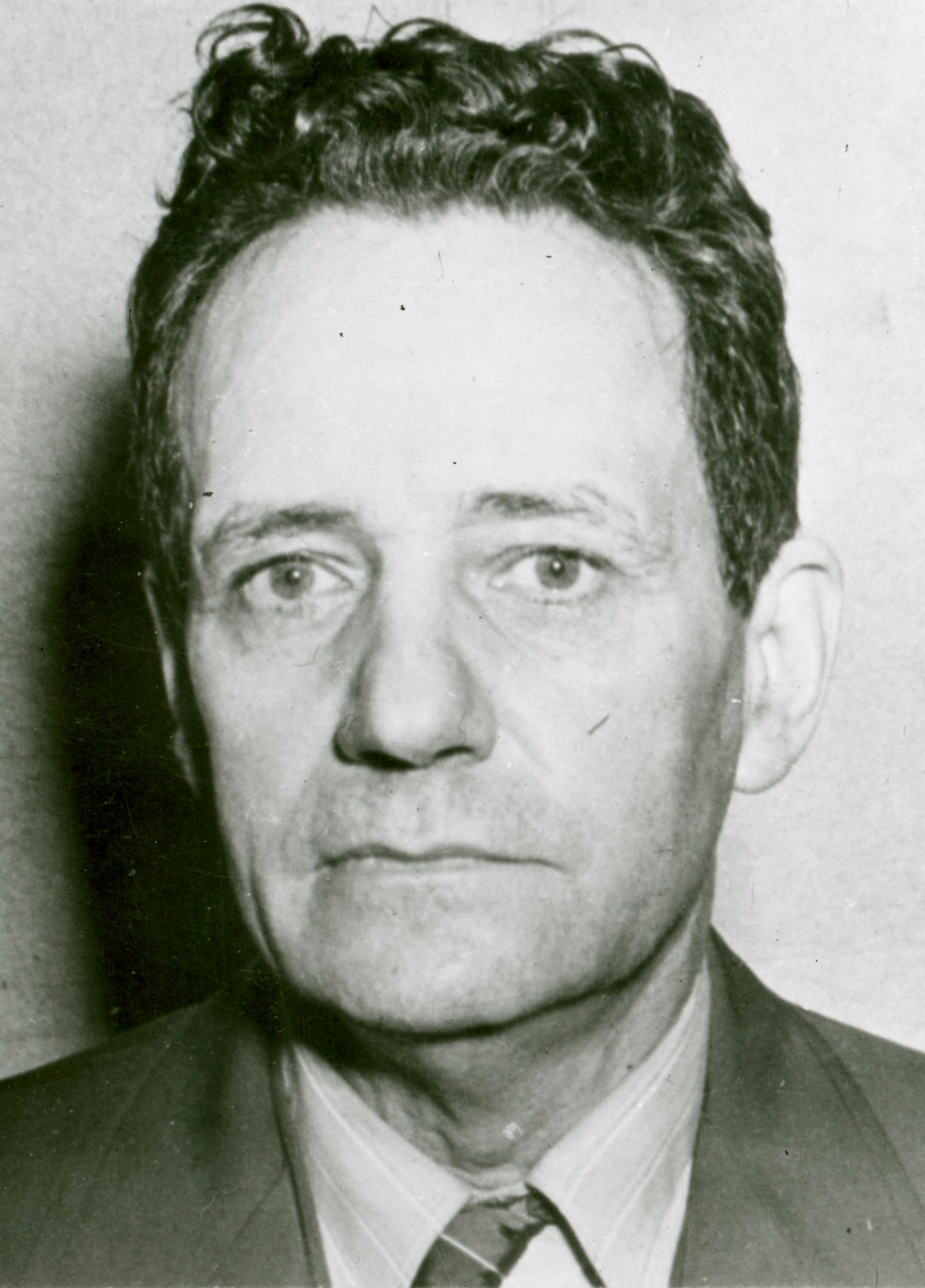
FBIの資料写真

逮捕後、イギリスでの殺人罪に関する起訴を待っている最中、デュケインは麻痺を装いベルビュー病院の監獄病棟に送られた。入院からおよそ2年後にして身柄引き渡しの当日にあたる1919年5月25日、デュケインは女装した上で独房の鉄格子を切断して脱獄、さらに監獄病棟の壁を乗り越え脱走を遂げた。当時のニューヨーク市警察本部長リチャード・E・エンライト（Richard E. Enright）は、次のような手配書を作成した。

この男は右足に部分的麻痺を負い、常に杖をついている。治療のために病院や開業医の元を訪れている可能性あり。湿疹の一種である皮膚疾患を負っている。発見、逮捕、拘束した場合はニューヨーク市警察本部捜査課より必要書類を所持した巡査が派遣される。

This man is partly paralysed in the right leg and always carries a cane. May apply for treatment at a hospital or private physician. He also has a skin disease which is a form of eczema. If located, arrest, hold and wire, Detective Division, Police Headquarters, New York City, and an officer will be sent for him with necessary papers.

1919年5月27日付『ロンドン・デイリー・メール』(London Daily Mail)では次のような記事が掲載された。
脱走者フリッツ・デュ・ケイン大佐は、次の罪によって我が国政府に追われている。公海上での殺人、英国船舶に対する破壊活動および撃沈、軍施設・倉庫・石炭補給処に対する破壊活動、陰謀、海軍本部文書の改竄。

Col. Fritz du Quesne, a fugitive from justice, is wanted by His Majesty's government for trial on the following charges: Murder on the high seas; the sinking and burning of British ships; the burning of military stores, warehouses, coaling stations, conspiracy, and the falsification of Admiralty documents.

デュケインはメキシコや欧州での逃亡生活を経て、1926年にはフランク・デュ・トラフォード・クラヴェン（Frank de Trafford Craven）という新たな身分でニューヨークへと戻ってきた。彼はジョセフ・P・ケネディが所有していた映画会社FBO映画社、後にはRKO映画社にて宣伝担当の職に付いた。その後、宣伝担当の業務の一環として彼は既に本名「フリッツ・デュケイン」が知れ渡っていたマンハッタンに移り住んだ。1930年、クイグリー出版社（Quigley Publishing Company）に入社して映画雑誌の編集長となる。この頃は「クラヴェン少佐」（Major Craven）を名乗っていた。
1932年5月23日、警察はニューヨークのクイグリー社のビル内にてデュケインを逮捕した。彼は公海上での殺人について起訴を受け、また警察による取り調べの際には暴行を受けたという。デュケインはこの逮捕は完全な人違いであって、自分は本当にクラヴェン少佐なのだと主張した。警察ではクラヴェンを自称する男の身元を確かめる為、当時デュケインの伝記『The Man Who Killed Kitchener』を発表したばかりだったクレメント・ウッドに確認を依頼した。
ウッドは彼はデュケインではないし、またクラヴェンは5年来の友人なのだと主張した。警察はウッドの主張を信用せず、1917年のデュケイン逮捕に関与したFBI捜査官トーマス・J・タニーに改めて確認を依頼し、これによってクラヴェンとデュケインが同一人物と識別された。デュケインは殺人および脱獄に関して起訴された。彼の弁護に当たったのは進化論裁判に参加したことで知られるアーサー・ガーフィールド・ヘイズであった。イギリスが時効満了を理由に戦争犯罪に関する訴追を断念した後、残されていた脱獄に関する起訴も裁判の中で退けられ、間もなくしてデュケインは釈放された。
釈放後もデュケインはクイグリー社で働いており、彼は船舶の爆破に使用した方法について語った。このエピソードの真偽を確かめようとクイグリー社はデュケインを何人かの専門家と面談させた。例えばそれはイエズス会の広報誌『America』の編集者でもあったウィルフリード・パーソンズ神父（Wilfrid Parsons）である。こうした専門家らはデュケインの言葉を検証しようと試みた。そして、彼らは「時系列に不正確な点があったが、それ以外の点ではデュケインの言葉に間違いはないと確認された」とクイグリー社へと報告した。
1934年春、デュケインは在米親独派組織「76の騎士団」（Order of 76）の諜報員となり、1935年1月には公共事業促進局での職を得る。ドイツ国防軍情報部長のヴィルヘルム・カナリス提督は第一次世界大戦での戦功からデュケインの名を耳にしており、米本土作戦主任のニコラウス・リッター大佐に対してデュケインとの接触を命じた。リッターは1931年からデュケインと友人関係にあり、彼らは1937年12月3日にニューヨークにて再開した。リッターは米国内で何人かのエージェントを雇用しており、その中でも有名なのがノルデン爆撃照準器の青写真を入手したハーマン・ラングである。また、後にFBIの二重スパイと判明するウィリアム・G・セボルドを雇用したのもリッターであった。1940年2月8日、リッターはセボルドにハリー・ソーヤー（Harry Sawyer）の偽名でニューヨークに潜入し、ドイツ本国との通信網を確立する為に短波無線局を設置するように命じた。また、セボルドは潜入中のエージェント、コードネーム・ダン（DUNN）、すなわちフリッツ・デュケインにコードネーム・トランプ（TRAMP）という名前で接触せよとの命令も受けていた。

## 第二次世界大戦 - 「デュケインのスパイ網」

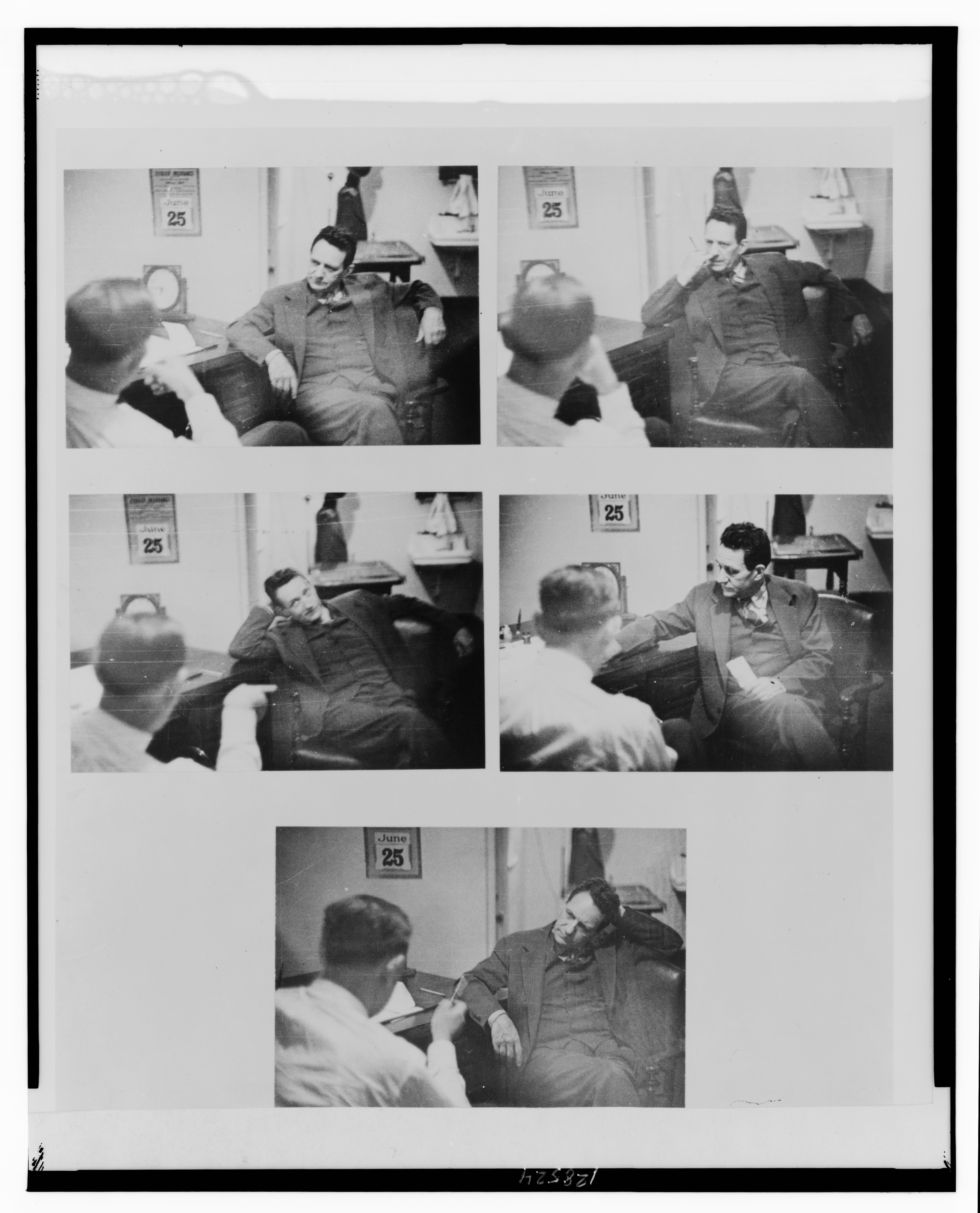
セボルド（手前）と会話するフリッツ・デュケイン（奥）。セボルドが設置した事務所にてマジックミラー越しに盗撮された（1941年6月25日）

FBIがセボルドを通じてドイツ側スパイたるデュケインがニューヨークに舞い戻ったことを察知した際、FBI長官ジョン・エドガー・フーヴァーはフランクリン・ルーズベルト大統領に対するブリーフィングを行った。この時に作成された書類には、その時点までで知られていたデュケインの経歴に関する概要に加えて、「FBI資料において、1932年6月6日以降のデュケインの行動および所在に関する情報は皆無である」と記されていた。「ダン」の担当に割り当てられたFBIのニューカーク捜査官はレイ・マクマナス（Ray McManus）の偽名を用い、当時デュケインが暮らしていたセントラルパーク近くのアパートでデュケイン宅の真上に部屋を借りて盗聴用の隠しマイクを設置した。しかし、間もなくしてデュケインの監視が極めて困難であることが明らかになる。ニューカークはデュケインについて、「『デューク』は人生のすべてをスパイ活動に費やしてきた為、彼が本に書いたような追跡者を避けるトリックの全てを無意識に使っている……普通列車に乗った彼はすぐに快速へ乗り換えたかと思えばまた普通列車に戻り、回転ドアに入ったかと思えばそのまま右側から出てきて、エレベーターで上階に向かったかと思えばまた降りてきて外に出て、あるいは建物の異なった入り口から出入りを行う」と報告している。デュケインはセボルドに対して自らがFBIの監視下にあると伝えており、尾行中だったFBI捜査官に対して付き纏うのをやめろと直接抗議したこともある。これらの出来事はニューカークによって事実と確認されている。
捜査の為、FBIはタイムズスクエアに3つの部屋を借りた。そのうち1室はセボルドの事務所として使用され、ここで彼は在米スパイからの連絡を受け取り、またFBI側の検閲を通した上で暗号化された短波放送を用いドイツ本国へと送信していた。残りの2室にはドイツ語話者のFBI捜査官が待機し、事務所にて行われるセボルドとスパイらの会談を盗聴器およびマジックミラー越しのカメラを用いて記録していた。デュケインが初めてセボルドの事務所を訪れた時、彼は室内の点検を始めてFBI捜査官らを驚かせたという。デュケインはチェストを開き、部屋の隅や鏡の周りを調べ、辛辣な口調でセボルドに「マイクはどこだ？」（where are the mics?）と尋ねたのである。その後にようやく安心したデュケインはズボンの裾を持ち上げ、靴下に隠していた文書を取り出した。デュケインが入手していた情報は、例えばM1小銃のスケッチおよび写真、新型軽戦車の設計図面、米海軍の魚雷艇の写真、擲弾発射器の写真、テネシー州ウェストポイントの陸軍施設にて調査した米軍戦車に関する情報などであった。デュケインはまた、例えば「ズボンのポケットに穴を開けておき、遅延信管を取り付けた小型爆弾をそこから落とす」といった以前の戦争で使用されたサボタージュの手法に関する話題にも触れて、こうした機材が再び必要になるだろうと語ったという。

### 逮捕

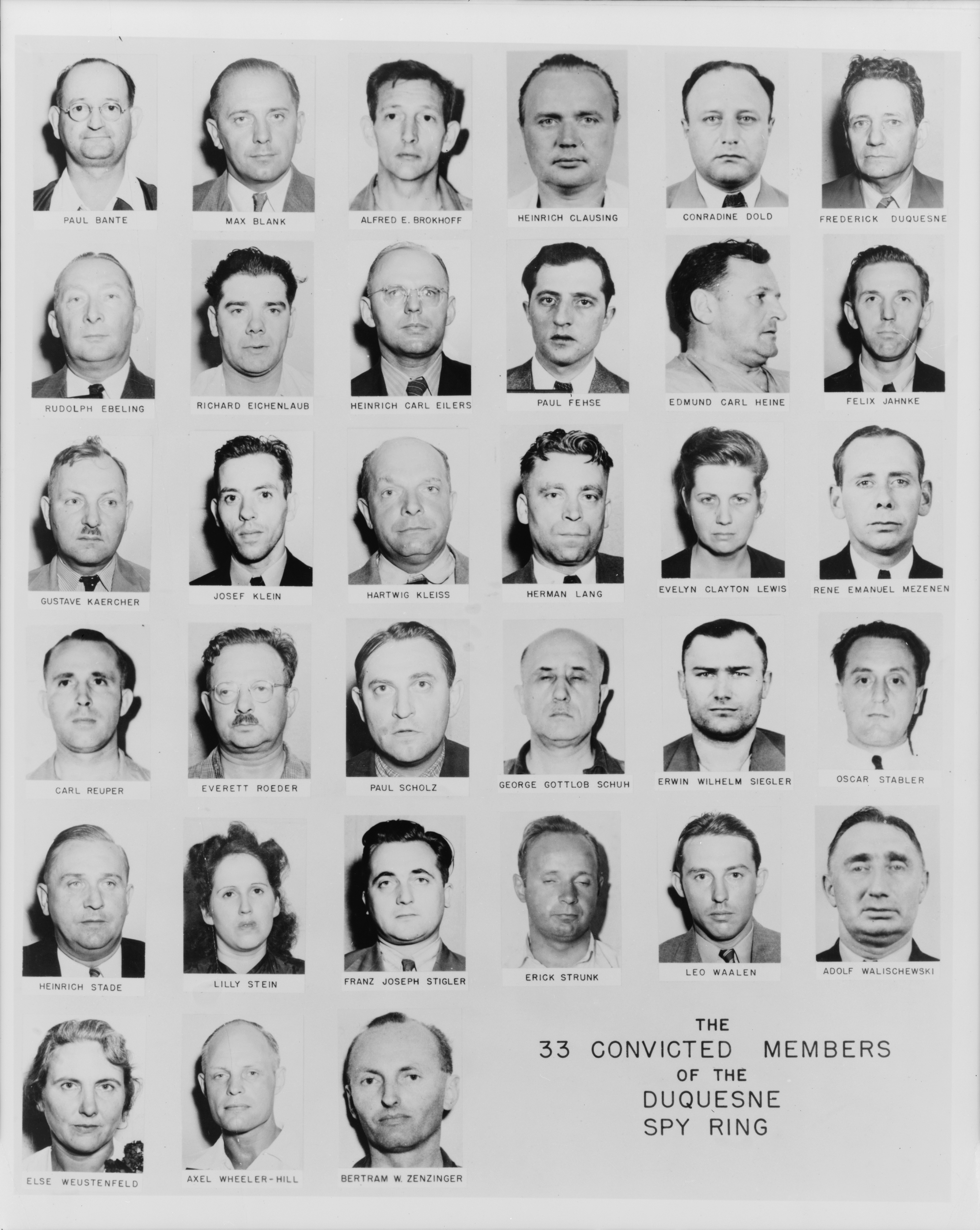
「デュケインのスパイ網」に所属した33人のスパイの顔写真。デュケインは最上段右端。（FBI資料）

1941年6月28日、2年間の捜査を経て、FBIはデュケインを含む33人のナチス・ドイツ側スパイを合衆国の軍事機材および流通動向に関する機密を漏洩させた容疑で逮捕した。1942年1月2日、真珠湾攻撃と大日本帝国による宣戦布告からおよそ1ヶ月後、「デュケインのスパイ網」を構成したスパイらに有罪判決が下り合計して300年以上の懲役が課された。歴史家ピーター・ダフィーは2014年の著書の中で「デュケインのスパイ網」について「現在においても、未だ合衆国史上最大のスパイ事件である」と表現している。あるドイツのスパイ組織幹部は、後にデュケインらの摘発を在米諜報網に対する「致命的打撃」と評したという。またフーヴァー長官も「デュケインのスパイ網」摘発を指して、合衆国史上最大のスパイ検挙作戦であると語っている。カナリス提督が1942年に残した覚書では彼らが果たした貢献の重要性と共に摘発されたスパイの何人かについて言及されており、デュケインについて「貴重な情報、および重要にして米国独自の技術資源を我々にもたらした。それは例えば、米国製ガスマスク、無線操縦装置、耐漏洩燃料タンク、テレビ機器、空対空戦用小型爆弾、空気分離器、プロペラ駆動機構などである。彼がもたらした機材は『希少』ないし『良好』、『極めて良好』と分類された」と記している。
64歳になったフリッツ・デュケインが脱獄を遂げることはなかった。彼にはスパイ容疑に関する懲役18年と同時に、外国人登録法違反に関する懲役2年および罰金2,000ドルが課されていた。彼はハーマン・ラングと共にレブンワース連邦刑務所に収監されていた。1945年、心身双方の健康に関する問題を理由に、デュケインの身柄はミズーリ州スプリングフィールドの連邦刑務所収容者医療センター（Medical Center for Federal Prisoners）に移された。1954年、14年間の服役を経て、健康上の問題を理由に釈放された。1954年にニューヨーク冒険家クラブにて『My Life – in and out of Prison』と題した講演を行った。判明している限り、これは彼が最後に行った講演活動であった。1956年5月24日、ニューヨークの厚生島（現在のルーズベルト島）にある都市病院にて78歳で死去した。

## 映画
フリッツ・デュケインは何度も映画の題材になっている。
- Life of Fritz Duquesne（1920年）[84]
- Unseen Enemy（1942年） - アメリカに潜伏するドイツ側エージェントとしてのデュケインを題材とした長編映画。オリジナルの脚本は1939年にデュケインの友人アーサー・D・ホールデン（Arthur D. Howden）が書いたものだった[85]。
- 『Gメン対間諜』（1945年） - 「デュケインのスパイ網」事件をベースとしたセミドキュメンタリー映画。デュケインをモデルとしたハマーソン大佐（演：レオ・G・キャロル）というキャラクターが登場する[86]。

- Duquesne Case: Secret.（1941年） - 「デュケインのスパイ網」事件に関するドキュメンタリー映画。フーヴァーFBI長官がナレーションを担当している。パブリックドメイン作品[87]。
- The Duquesne Case（1950年頃） - ドイチェ・ヴェレのニュース映画。
- The Man Who Would Kill Kitchener（1999年） - デュケインの生涯を題材としたドキュメンタリー映画。当初は26分長だったが、後に上映時間52分の拡張版も作成された[88]。
- Legend of Kruger's Millions（2014年） - テレビ番組『Myth Hunters』の一編（シーズン2エピソード9）[89]。
- 2014年、RatPac EntertainmentとClass 5 Filmsは、1910年の食肉不足とカバ輸入計画に関するノンフィクション映画を製作すると発表した[90]。

## 著書

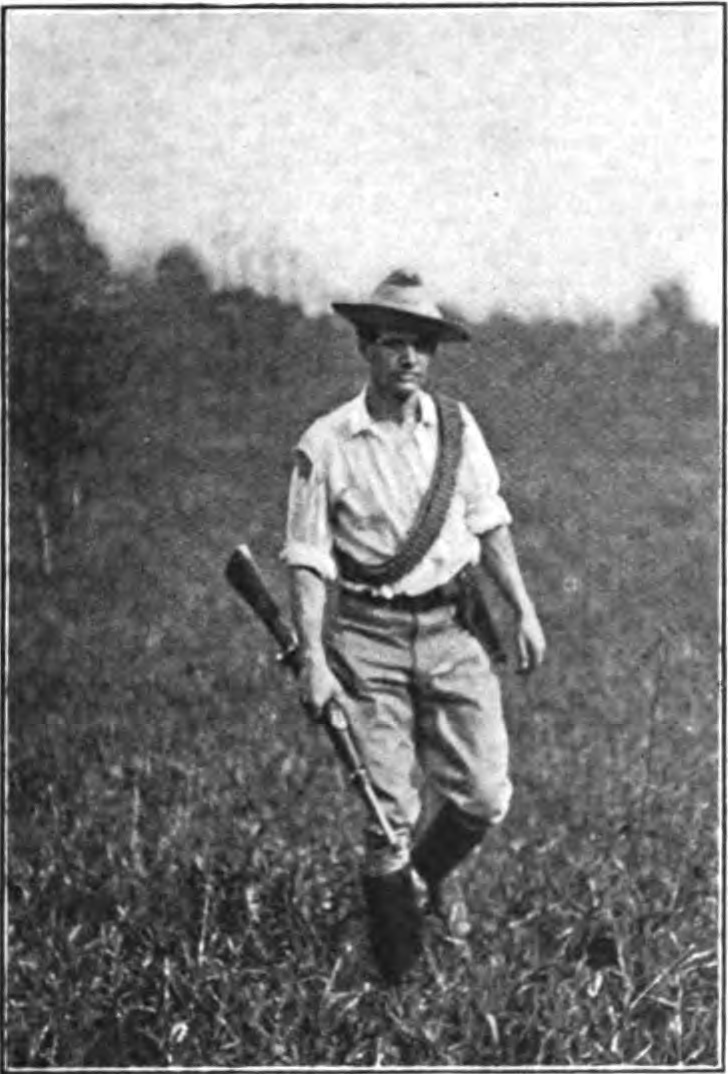
狩猟旅行中のデュケイン。書籍『Field and Stream』（1909年）より

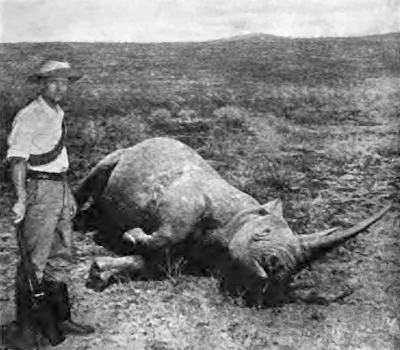
獲物の隣に立つデュケイン。書籍『Field and Stream』（1909年）より

- Duquesne, Captain Fritz (1909). “Trapping Big Game in the Heart of Africa; The Cost of a Trapping Expedition Where Buyers Meet the Caravan Morphone Makes Trapping Less Cruel Conquering the King of Beasts Fight with a Mother Rhinoceros”. Hampton's Magazine 23 (2):  249.
- Duquesne, Captain Fritz (1909). “Hunting With Roosevelt in East Africa; The Colonel Becomes "Bwana Tumbo" Colonel Roosevelt's First Lion a Hair-Raising Leopard Hunt”. Hampton's Magazine 23 (5):  580.
- Duquesne, Captain Fritz (1909). “Hunting Ahead of Roosevelt in East Africa; Illustrations from Photographs Close Call for a Brave Hunter Treed by a Rhino Birthday Party Narrow Escape from Crocodiles”. Hampton's Magazine 22 (2):  143–153.
- Duquesne, Captain Fritz (1909). “Writer's and their Work; Illustrations from Photographs”. Hampton's Magazine 22 (2):  285.
- Duquesne, Captain Fritz (1909). “Hunting Ahead of Roosevelt in East Africa; Second Article Illustrations from Photographs The Mysterious Death of Van Reenan the Giraffe—Awkward and Harmless”. Hampton's Magazine 22 (3):  318.
- Duquesne, Captain Fritz (15 June 1909). “Hunting Ahead of Roosevelt; Elephant Ivory and How It Is Obtained”. Los Angeles Times:  13.
- Duquesne, Captain Fritz (20 June 1909). “Hunting Ahead of Roosevelt; The Ugly Rhinoceros and Smaller Game”. Los Angeles Times:  III 14.
- Duquesne, Captain Fritz (8 July 1909). “The capture of leopards and smaller game”. The Bee:  8.
- Duquesne, Captain Fritz (10 July 1909). “Getting a Gorilla”. Forest and Stream:  45.
- Duquesne, Captain Fritz (August 1909). “Hunting African Big Game; the rifle and cartridges chosen by Roosevelt for use on the dark continent”. Field and Stream:  323–328.
- Duquesne, Captain Fritz (8 August 1909). “Hunting Big Game in East Africa; Fire Hunting With the Congo Cannibals Preparing for the Hunt Jungle Animals Flee in Panic Slaughter of the Herd Hunters Also Meet Death Revelry Follows the Hunt Leopard Carries off Goat”. San Francisco Chronicle:  4.
- Duquesne, Captain Fritz (March 1910). “Will Roosevelt Return Alive?”. The Travel Magazine XV (6):  271-274. OCLC 1779338.
- Duquesne, Captain Fritz (31 August 1910). “Immigrants That Would Be Welcomed”. San Francisco Chronicle:  6.
- Duquesne, Captain Fritz (17 December 1910). “The Lure of Peril: Major Burnham, American Fights for British in South Africa”. The Marion Daily Mirror:  7.
- Duquesne, Captain Fritz (24 December 1910). “The Lure of Peril: Major Burnham, American Fights for British in South Africa (part two)”. The Evening Standard:  9.
- Duquesne, Captain Fritz (14 January 1911). “The Lure of Peril: A West Point Hero with the Boers”. The Evening Standard:  9.
- Duquesne, Captain Fritz (14 January 1911). “The Lure of Peril: Raided by Congo Cannibals or Stopping a Cannibal Raid”. The Marion Daily Mirror:  2.
- Duquesne, Captain Fritz (21 January 1911). “The Lure of Peril: The Making of the Social Lion”. The Marion Daily Mirror:  2.
- Duquesne, Captain Fritz (28 January 1911). “The Lure of Peril: Repulsing the Nicaraguan Army Single Handed”. The Marion Daily Mirror:  2.
- Duquesne, Captain Fritz (28 January 1911). “The Lure of Peril: Creelman's Courage on the Firing Line”. The Evening Standard:  9.
- Duquesne, Captain Fritz (4 February 1911). “The Lure of Peril: Dix Morgan the Fighting Engineer”. The Evening Standard:  9.
- Duquesne, Captain Fritz (March 1911). “Tracking the Man-Killer”. Everybody's Magazine xxiv (3):  291–303.
- "Why Vote for Roosevelt?", a pamphlet by: "A Democrat Capt. Fritz Duquesne", 1912.  LC call number: JK2388 1912 .D8
- "The Bullmoosers", sheet music by: "Captain Fritz Duquesne"[91]
- Craven, Frederick (18 March 1920). “Refused Half a Million Since France Needed Fighters”. Boston Daily Globe:  E7.